# Лоуи, Эд
Эд Лоуи (англ. Ed Lowe; род. 23 августа 2003, Стамфорд, Линкольншир) — британский трековый велогонщик, выступающий в спринтерских гонках. Представляя Великобританию, завоевал серебряную медаль в командном спринте на летних Олимпийских играх 2024 года.

## Биография
Лоуи вырос в Стамфорде, графство Линкольншир, и первый опыт езды на велосипеде получил в велоклубе Fenland Clarion. Позже участвовал в гонках на выносливость на региональном и национальном уровнях в составе команды Bourne Wheelers, а в 2018 году перешёл в трековый велоспорт.
В 15 лет был отобран для участия в программе стажировки Great Britain Cycling Team (GBCT), а через два года был зачислен в юниорскую программу и стал чемпионом Европы среди юниоров в командном спринте.
В составе команды Inspired он завоевал золотую медаль на чемпионате Великобритании по трековому велоспорту 2023 года в командном спринте.
В апреле 2023 года Лоуи принял участие в своем первом Кубке Наций элитного уровня в Канаде, помог команде завоевать бронзовую медаль. В октябре 2023 года он перешёл в состав команды GBCT.
В феврале 2024 года в составе британской команды, которая опередила Китай на 0,3 секунды в малом финале и завоевал бронзу на Кубке Наций в Австралии.
Позже в том же месяце он завоевал второй подряд титул чемпиона страны в командном спринте в составе Team Inspired на Национальном чемпионате Великобритании по велоспорту на треке 2024 года.
Вернувшись в Канаду в апреле 2024 года, Лоуи и его товарищи по команде завоевали серебряные медали Кубка Наций, уступив в финале Нидерландам.
24 июня 2024 года Лоуи вошёл в состав сборной Великобритании по спринту на летних Олимпийских играх 2024 года. На Играх в Париже он показал второе по скорости время в квалификации — 41. В полуфинале они победили Германию, но в финале уступили Нидерландам, которые установили новый мировой рекорд, и Лоуи и его товарищам пришлось довольствоваться серебряными медалями.